# 北特雷霍特 (印地安納州)
北特雷霍特（英語：North Terre Haute）是位於美國印地安納州維哥縣的一個人口普查指定地區。

## 人口
根據2010年美國人口普查的數據，北特雷霍特的面積為9.30平方千米，當中陸地面積為9.30平方千米，而水域面積為0.00平方千米。當地共有人口4305人，而人口密度為每平方千米462.9人。